# إلفيس ألفاريز
إلفيس ألفاريز (بالإسبانية: Elvis Álvarez)‏ مواليد 02 فبراير 1965 في ميديلين، إدارة أنتيوكيا، كولومبيا - الوفاة 16 يوليو 1995 في ميديلين، إدارة أنتيوكيا، كولومبيا، كان ملاكم محترف كولومبي صنّف ضمن فئة وزن الذبابة بدأ مسيرته الاحترافية سنة 1985. حقق بطولة رابطة الملاكمة العالمية وبطولة منظمة الملاكمة العالمية.

## إحصائيات
خاض خلال مسيرته 42 نزالا، فاز في 31 وتعادل في 3 وخسر في 8. فاز بالضربة القاضية في 19 نزالا.

## روابط خارجية
- إلفيس ألفاريز على موقع بوكس ريك (الإنجليزية) (registration required)